# Carlo Luigi Buronzo del Signore
Carlo Luigi Buronzo del Signore (* 23. Oktober 1731 in Verdello; † 23. Oktober 1806 in Vercelli) war ein italienischer römisch-katholischer Geistlicher und Erzbischof von Turin.

## Leben

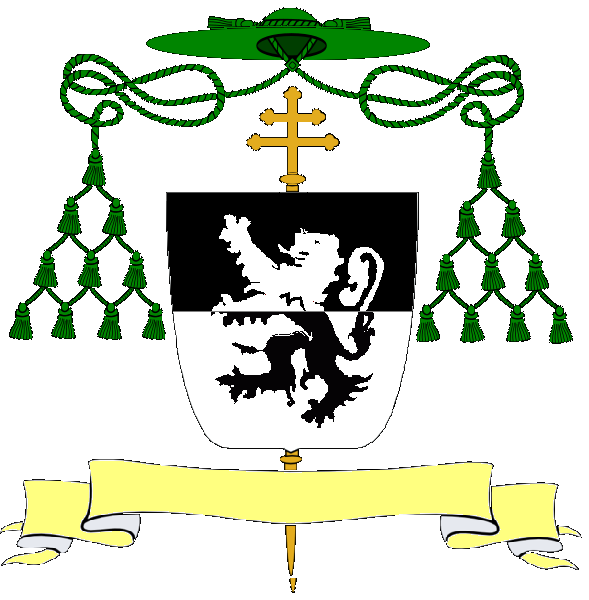
Erzbischofswappen von Carlo Luigi Buronzo

Buronzo del Signore wurde zum Doctor iuris utriusque promoviert und empfing am 6. Oktober 1754 das Sakrament der Priesterweihe. Danach war er Generalvikar der Diözese Vercelli.
Am 20. September 1784 wurde er zum Bischof von Acqui ernannt. Die Bischofsweihe spendete ihm am 26. September desselben Jahres der Kardinalpräfekt der Indexkongregation Hyacinthe Sigismond Gerdil; Mitkonsekratoren waren Erzbischof Giuseppe Maria Contesini und Bischof Pier Luigi Galletti. Am 26. September 1791 wurde er auf den Bischofssitz von Novara transferiert. Am 10. März 1797 wurde er zum Administrator des Erzbistums Turin ernannt und am 24. Juli desselben Jahres zu dessen Erzbischof erwählt. Am 24. Juli 1805 resignierte er auf den erzbischöflichen Stuhl von Turin.